# Toma de tierras en la Ciudad de Buenos Aires en 2010
La toma de tierras en la Ciudad de Buenos Aires en 2010 comenzó cuando varias personas intentaron tomar ilegalmente el espacio público de Villa Soldati a comienzos de diciembre de 2010. Justo cuando intervino la gendarmería la situación se calmó en Villa Soldati, sin embargo este hecho desencadenó el efecto Villa Soldati con tomas de propiedades con varias familias que se asentaron con carpas precarias. Durante la tarde del 15 de diciembre los ocupantes del parque de Villa Soldati se retiraron, se empezaron a realizar tareas para limpiar, se colocaron unos 2000 metros de rejas.
El 18 de diciembre se estimó que en Argentina había un total de 30 predios ocupados. Algunos predios como el Club Deportivo Albariño pudieron ser desocupados.

## La ocupación del Parque Indoamericano
A comienzos de diciembre de 2010 la policía intentó desalojar por la fuerza a quienes se encontraban ocupando ilegalmente el Parque Indoamericano en Villa Soldati; si bien después de la represión la policía logró desocupar parte del parque, poco después llegaron muchas más familias al parque.
En un determinado momento hubo enfrentamientos entre los ocupas y vecinos, los vecinos se manifestaban en contra de la toma, hubo enfrentamientos con arma de fuego entre de los ocupantes y vecinos, y quema de algunas de las viviendas precarias por parte de los vecinos.
El 13 de diciembre un grupo de personas intentaron saquear un supermercado perteneciente a la sucursal El Día; los vecinos hicieron una denuncia; muchos comerciantes cerraron sus negocios, al observar que había mucha gente caminando que no era del barrio. El saqueo fue evitado gracias al accionar rápido de la Policía Federal.

## La ocupación de una empresa de contenedores
Se registró una nueva toma en un terreno de Villa Lugano; las tierras son de una empresa de contenedores; estas tierras las utilizan para almacenar dichos contenedores, a cincuenta metros del Club Albariño, otro sitio tomado. Los ocupantes ilegales entraron trepando paredes, se dice que provenían de Ciudad Oculta.

## La ocupación del Club Deportivo Albariño
Durante la noche del 13 de diciembre fueron tomadas ilegalmente las instalaciones deportivas del Club Deportivo Albariño, en Villa Lugano. Según testimonios de vecinos, tras escucharse un largo tiroteo, le gente se instaló en el previo deportivo y cerraron con candado las puertas; el sereno del sitio aún se encontraba allí con su familia. Según denunciaron vecinos la toma fue realizada por Miguel Ángel Rodríguez, conocido como El Comandante o El Turco contratado por la cartera educativa porteña, quién está sindicado como uno de los recaudadores de las coimas de entre 4.000 a 15.000 pesos que se cobran para incluir en los listados del Instituto de Vivienda de la Ciudad (IVC).
El 16 de diciembre los ocupantes del Club se negaron a ser censados, y dijeron que resistirán el operativo de desalojo, la Policía Federal rodeo el predio para evitar enfrentamientos.
El 18 de diciembre hubo enfrentamientos con los vecinos del club, que protestaban para que se desocupe el predio, que decantaron en enfrentamientos entre la policía y los vecinos, incluyendo quema de gomas de vehículos, y lanzamientos de bombas de estruendo sobre los agentes. La jueza Gabriela López Iñíguez libró una orden de detención y captura contra el puntero político macrista Marcelo Chancalay, por su presunta responsabilidad en la organización de la toma del predio del ex cementerio de autos en Villa Lugano

## La ocupación en Bajo Flores
Cincuenta personas ocuparon el 14 de diciembre un predio en el Bajo Flores; los vecinos realizaron la denuncia; cuando llegó la policía, se produjeron enfrentamientos entre la policía y los ocupas ilegales. Según denunciaron diferentes medios, punteros políticos ligados al pro alentaron la toma del parque Indoamericano. Punteros que hoy están sospechados de estafar a los vecinos que ocupan un complejo habitacional en el Bajo Flores, además de denunciarse el vínculo entre estos punteros mafiosos y el PRO.

## La ocupación de un terreno de Barracas
Un grupo de 50 personas ocuparon un terreno en Barracas ubicado en la intersección de las calles Lafayette, Iriarte, Río Cuarto y Vélez Sarsfield. Ocuparon una manzana y allí se instalaron decenas de personas, presuntamente de la villa 21. Tras la denuncia de la toma, la Policía Federal rodeó el sitio y no permitió entrar ni salir a la gente.

## Toma de un terreno ferroviario
En la Ciudad de Buenos Aires, unas 200 familias (en su mayoría de Perú), pertenecientes a la Villa 31, en el barrio porteño de Retiro, ocuparon durante la noche del 15 de diciembre un terreno perteneciente al Ferrocarril San Martín, aunque la policía intento desalojar el terreno, no tuvo éxito.

## Toma de un terreno del club Argentinos Juniors
El 21 de diciembre el presidente del club Argentinos Juniors, Luis Segura denunció la usurpación de terrenos del club en Villa Soldati, lugar donde construyeron viviendas, los terrenos se encuentran delimitados entre las calles Riestra, Portela, Castañares y Lafuente.

## Conflictos políticos y repercusión
El 14 de diciembre un grupo de manifestantes marcharon hacia la Plaza de Mayo, en su mayoría, integrantes de la COMPA (Coordinadora de Organizaciones y Movimientos Populares de Argentina). Narcharon "para exigir justicia ante los graves hechos ocurridos contra los vecinos y vecinas de Soldati y Lugano, que siguen reclamando por su derecho a tener una vivienda digna".
El presidente de Bolivia, Evo Morales se declaró totalmente en contra de las usurpaciones, y manifestó: "Que nuestros hermanos bolivianos trabajen dignamente y no ir allá [por la Argentina] a asaltar tierras ni quitar propiedades", declaró el presidente, e invitó a los ocupas (pertenecientes a Bolivia), a volver a su país, argumentando que: "Si quieren tierras que se vengan. Aquí tenemos tierras, especialmente tierras fiscales que hemos comenzado a recuperar [de manos privadas]. Tenemos muchas tierras, felizmente algunos han vuelto al país".
En este marco, Mauricio Macri, se desligó de cualquier responsabilidad y culpó al Gobierno nacional diferentes medios señalaron como una de las causas los negocios de Humberto Schiavoni contrató dos empresas misioneras para hacer viviendas en Villa Soldati donde se denunciaron sobreprecios en la construcción de viviendas públicas a través de la empresa vinculada al político misionero radical Enrique Nosiglia. ' (Posadas, 10 de julio de 
Gabriela Michetti sugirió que el parque debía ser desalojado, ya que "no se puede ceder a la extorsión de gente que vive al margen de la ley y extorsiona a gente humilde". El secretario de Seguridad nacional criticó duramente la actuación de la Justicia porteña al indicar que “tenemos que lamentar un muerto, es indignante, frustrante" ya que el fiscal porteño Carlos Fel Rolero Santurián prefirió dormir cuando fue llamado a las 11 de la noche y dijo que no iba a actuar hasta las 8 de la mañana.
Posteriormente en las investigaciones por la toma del predio el juez porteño Roberto Gallardo estimó que “existen elementos documentales para vincular a funcionarios intermedios de la Ciudad de Buenos Aires con los líderes de las tomas de predios”“ el gobierno porteño estaba avisado de antemano sobre posibles usurpaciones de tierras, en sus declaraciones el juez afirmó que se estaba recabando informaciones porque hay elementos documentales que vinculan a sectores medios del gobierno local de la ciudad con las personas que están sindicadas como las organizadoras de las tomas. Al respecto en la causa fue citado a indagatoria ministro de Ambiente y Espacio Público porteño, Diego Santilli. Además, Santilli fue interrogado sobre la irregular distribución del dinero que se destinan a las villas de la ciudad.
En la causa judicial posterior se demostró que los acusados de promover la toma del predio del Club Albariño, en Villa Lugano, no eran un comerciante de villa 15 y un puntero vinculado con la gestión PRO que permaneció como prófugo. Los datos son el resultado de las tareas de inteligencia de la Policía Federal y la investigación del juez Daniel Rafecas, a partir de testimonios y denuncias de vecinos de Lugano. A raíz de ello fue detenido Guillermo Ramón Ferreira, quien regentea una bailanta y otros negocios en Ciudad Oculta, cerca del predio ocupado. Uno de los prófugos es Regino Abel Acevedo, que trabaja en la Corporación Buenos Aires Sur, del gobierno porteño, y lo acusan de promover la toma de un tercio de manzana, dedicada a espacio público, en esa villa. Según testimonios que figuran en la causa una de las razones de la toma fue impedir las elecciones que debían realizarse en el barrio el domingo 12”, ya que Abel Acevedo era candidato de una lista que adhiere al macrismo y que estaba en  desventaja respecto de otras que se presentaban a los comicios. Acevedo había vivido en el barrio con su pareja, María Rosa Fernández, quien según los vecinos maneja los fondos de la Unidad de Gestión e Intervención Social (Ugis) para trabajos de mantenimiento en la villa, que por lo general son realizados por cooperativas integradas por personas allegadas a los punteros. El domicilio fiscal de Acevedo era Bartolomé Mitre 648, donde funcionan dependencias del Ministerio de Hacienda porteño. En un escrito presentado ante la justicia federal se acusó a una red clientelar constituida por Miguel Ángel Rodríguez, exfuncionario de Carlos Grosso y desde 2007 colaboraba con el macrismo en las villas. Según el escrito esa red se financiaba a través de contactos de Rodríguez con la Ugis, que depende del Ministerio de Desarrollo Económico del gobierno de la Ciudad. Regino Abel Acevedo, permaneció prófugo a pesar del pedido de detención que ordenó Rafecas, Acevedo respondía al macrismo y trabaja en la Corporación Buenos Aires Sur. Otro de los vinculados a la toma fue Reynaldo Apaza, cercano al partido macrista y vinculado a la familia Sahonero, de los cuales Maximiliano era el encargado de manejar las cooperativas allí existentes y quien fue presidente de la Juventud del PRO. También se vinculó a en la toma a la familia Chancalay de la Villa 20 de Lugano, Fabián Alberto Chancalay, puntero vinculado al Peronismo y al legislador del PRO Cristian Ritondo, y al momento de la toma vinculado a la coalición UNEN.
En las tomas en Villa Soldati, según los vecinos hubo participación de punteros políticos, entre ellos Miguel Ángel Rodríguez persona que, con promesas falsas, ocupó con decenas de familias el Parque Indoamericano. fue director de Tránsito durante la gestión de Carlos Grosso, y al momento de las tomas era un contratado del Instituto de la Vivienda de la Ciudad (IVC).“ Rodríguez apodado El Comandante” quién tras pasar por el Instituto de Vivienda de la Ciudad fue convocado por el político del PRO Humberto Schiavoni  quien le hizo un espacio en Corporación Buenos Aires Sur, donde empezó a hacer millonarios negocios perjudicando a las empresas que no "arreglaban" con ellos dos.